# Union de Birmanie (1948-1962)
1948–1962
Entités précédentes :
- Birmanie britannique

Entités suivantes :
- République socialiste de l'Union de Birmanie

L'Union de Birmanie (1948-1962) désigne les quatorze premières années de l'indépendance de la Birmanie marquées par plusieurs insurrections communistes et ethniques. Parmi les principaux groupes insurgés de cette période figurent le Parti communiste de Birmanie (PCB, « drapeaux blancs ») dirigé par Thakin Than Tun, le Parti communiste (Birmanie) (en) (« drapeaux rouges ») dirigé par Thakin Soe, l'Organisation des volontaires du peuple (Yèbaw Hpyu) dirigée par Bo La Yaung (membre des Trente camarades), l'Armée révolutionnaire birmane (RBA) dirigée par les officiers communistes Bo Zeya, Bo Yan Aung et Bo Yè Htut (tous trois membres des Trente camarades), et l'Union nationale karen (KNU).

## Histoire
Les régions reculées du nord de la Birmanie sont pendant de nombreuses années contrôlées par une armée du Kuomintang (en) (KMT) après la victoire communiste en Chine (en) en 1949. La Birmanie accepte l'aide étrangère pour reconstruire le pays au cours de ces premières années, mais le soutien américain continu à la présence militaire nationaliste chinoise en Birmanie finit par amener le pays à rejeter la plupart des aides étrangères, à refuser d'adhérer à l'Organisation du traité de l'Asie du Sud-Est (OTASE) et à soutenir la conférence de Bandung de 1955. La Birmanie s'efforce généralement d'être impartiale dans les affaires mondiales et est l'un des premiers pays au monde à reconnaître Israël et la Chine.
En 1958, le pays commence à se rétablir économiquement, mais commence à s'effondrer politiquement en raison d'une scission de la Ligue anti-fasciste pour la liberté du peuple (AFPFL) en deux factions, l'une dirigée par Thakins Nu et Tin, l'autre par Ba Swe et Kyaw Nyein (en),. Ceci a lieu malgré le succès inattendu de l'offre « Armes pour la démocratie » d'U Nu acceptée par U Seinda en Arakan, les Pa-O, certains groupes Mon et Shan, mais surtout par l'Organisation des volontaires du peuple qui rend ses armes. La situation devient très instable au parlement, U Nu ne survivant à un vote de défiance que grâce au soutien du Front national uni (en) (NUF) de l'opposition, qui compte parmi ses rangs des « crypto-communistes ».
Les partisans de la ligne dure de l'armée voient alors la « menace » d'un accord entre le PCB et U Nu par le biais du NUF, et à la fin, U Nu « invite » le chef d'état-major de l'armée, le général Ne Win, à prendre le contrôle du pays. Plus de 400 « sympathisants communistes » sont arrêtés, dont 153 sont déportés vers les Îles Coco dans la mer d'Andaman. Parmi eux se trouve le chef du NUF Aung Than (en), frère aîné d'Aung San. Le Botataung (en), le Kyemon (en) et le Rangoon Daily sont également fermés.
Le gouvernement intérimaire de Ne Win réussit à stabiliser la situation et ouvre la voie à de nouvelles élections générales en 1960 (en) qui reconduisent le Parti de l'Union (en) d'U Nu avec une large majorité. La situation ne reste pas stable longtemps, lorsque le Mouvement fédéral Shan, lancé par le sorboir de Nyaung Shwe (en) Sao Shwe Thaik (le premier président de la Birmanie indépendante de 1948 à 1952) et aspirant à une fédération « lâche », est considéré comme un mouvement séparatiste insistant pour que le gouvernement honore le droit à la sécession dans les dix ans prévu par la Constitution de 1947.
Ne Win a déjà réussi à dépouiller les sorboirs Shan de leurs pouvoirs féodaux en échange de confortables pensions à vie en 1959. Il organise un coup d'État le 2 mars 1962, arrête U Nu, Sao Shwe Thaik et plusieurs autres personnes, et proclame un État socialiste dirigé par le Conseil révolutionnaire de l'Union (en) (URC), composé d'officiers supérieurs de l'armée. Le fils de Sao Shwe Thaik, Sao Mye Thaik, est abattu lors de ce qui est généralement décrit comme un coup d'État « sans effusion de sang ». Le sorboir de Thibaw Sao Kya Hseng disparaît également mystérieusement après avoir été arrêté à un poste de contrôle près de Taunggyi. L'URC fonde plus tard le Parti du programme socialiste birman (BSPP) le 4 juillet 1962 pour séparer nominalement les pouvoirs de l'armée de ceux du gouvernement et pour diriger un État à parti unique.